# فیل کید
فیلیپ کِید (انگلیسی: Philip Cade؛ زادهٔ ۱۲ ژوئن ۱۹۱۶ در چارلز سیتی، آیووا – درگذشتهٔ ۲۸ اوت ۲۰۰۱ در وینچستر، ماساچوست) رانندهٔ آماتور مسابقات اتومبیل‌رانی اهل ایالات متحده آمریکا بود. او با یک خودروی خصوصی مازراتی ۲۵۰اف در یک گراند پری از مسابقات فرمول یک، جایزه بزرگ ایالات متحده ۱۹۵۹ شرکت کرد، اما به‌دلیل نقص فنی در پیشرانه موفق به آغاز مسابقه نشد.

از سال ۱۹۵۱ به بعد، کید به‌طور گسترده در مسابقات SCCA در سواحل شرقی ایالات متحده حضور یافت و با یک مازراتی گرند پریکس وی۸آرآی مدل ۱۹۳۵ (شاسی ۴۵۰۱) به رقابت پرداخت. در اوایل دههٔ پنجاه میلادی، مازراتی به استفاده از پیشرانهٔ همی کرایسلر روی آورد و با این پیکربندی، کید، علاوه بر موفقیت‌هایی که در سایر رویدادها کسب کرد، مقام قهرمانی فرمول آزاد ملی SCCA در سال ۱۹۵۴ و جام سنکا در واتکینز گلن در سال ۱۹۵۸ را به‌دست‌آورد. کید همچنین با خودروی وی۸آرآی خود از اواسط دههٔ پنجاه تا اوایل دههٔ ۱۹۶۰ با موفقیت در مسابقهٔ تپه‌نوردی کوه واشینگتن نیز شرکت کرد.

## نتایج کامل در مسابقات فرمول یک
(کلید)
| سال  | ورودی   | شاسی          | موتور         | ۱      | ۲   | ۳    | ۴      | ۵        | ۶     | ۷      | ۸       | ۹                 | ق.ر.  | امتیاز |
| ---- | ------- | ------------- | ------------- | ------ | --- | ---- | ------ | -------- | ----- | ------ | ------- | ----------------- | ----- | ------ |
| ۱۹۵۹ | فیل کید | مازراتی ۲۵۰اف | مازراتی ۶-خطی | موناکو | ۵۰۰ | هلند | فرانسه | بریتانیا | آلمان | پرتغال | ایتالیا | ایالات متحده ع.ش. | ر. ن. | ۰      |